# Wodnik (1623)
Wodnik – polski XVII-wieczny okręt wojenny – mały galeon, zbudowany najprawdopodobniej w 1623 r. w Gdańsku. Okręt ten w źródłach występuje pod niemiecką nazwą „Meerman”, spolszczoną jako „Wodnik”. Obecnie nazwę tę nosi okręt szkolny ORP „Wodnik”.

## Historia
Niewielki galeon „Wodnik” został zbudowany dla polskiej floty Zygmunta III prawdopodobnie w 1623 roku w Gdańsku.
Podczas wojny ze Szwecją, „Wodnik” pod dowództwem (najprawdopodobniej) kapitana Hermana Witte, wraz z okrętami „Król Dawid” i „Arka Noego”, uczestniczył w pierwszej potyczce z flotą szwedzką, natykając się 17 maja 1627 roku w pobliżu Helu na dwukrotnie liczniejsze okręty szwedzkie, zmierzające do Piławy. Po wymianie strzałów, obie eskadry rozeszły się, Polacy popłynęli na zachód. Następnego dnia, 18 maja doszło do potyczki na wysokości Białogóry koło Łeby z konwojem 24 statków i okrętów szwedzkich. Po pojedynku artyleryjskim, z niewielkimi stratami w ludziach, Polakom udało się oderwać od nieprzyjaciela i polskie okręty pożeglowały do Kołobrzegu. Po kilku dniach okręty polskie powróciły do Wisłoujścia, przedzierając się przez linie szwedzkiej blokady Zatoki Gdańskiej. 
„Wodnik” odznaczył się podczas zwycięskiej bitwy z eskadrą szwedzką pod Oliwą 28 listopada 1627 roku. Jego kapitan Herman Witte został przed bitwą mianowany wiceadmirałem i dowódcą artylerii okrętowej polskiej floty, wobec czego „Wodnik” pełnił funkcję okrętu wiceadmiralskiego. Jego szyprem był Piotr Wedeman. Podczas bitwy „Wodnik” zaatakował i dokonał abordażu większego szwedzkiego galeonu „Solen”, biorąc go za okręt wiceadmiralski. Po zaciekłej walce, kiedy polscy żołnierze piechoty morskiej i marynarze uzyskali przewagę, szwedzka załoga „Solen” wysadziła okręt w powietrze, przy czym zginęło także 22 żołnierzy polskich i chłopiec okrętowy (dalszych ok. 10 członków załogi „Wodnika”zginęło w toku wcześniejszego starcia). „Wodnik” został podczas bitwy uszkodzony i bezpośrednio po niej nie był zdolny do działań, dlatego admiralskim okrętem Hermana Witte podczas rejsu rozpoznawczego 2 grudnia został „Latający Jeleń”.
2 maja 1628 roku nowym kapitanem okrętu, na miejsce Wittego, który poniósł śmierć w grudniu 1627 na pokładzie „Latającego Jelenia”, został mianowany Hans Schröder. Podczas ataku szwedzkich wojsk wspieranych artylerią na polskie okręty stojące u ujścia Wisły koło Twierdzy Wisłoujście po północy 6 lipca 1628 roku „Wodnik” został wycofany w górę rzeki, ostrzeliwując się i ubezpieczając ogniem odwrót okrętu „Feniks”, który utknął na mieliźnie. 
W styczniu 1629 roku „Wodnik” wraz z innymi polskimi okrętami został oddany przez króla Zygmunta III Wazę na służbę habsburskiej Ligi Katolickiej toczącej wojnę trzydziestoletnią, przybywając do Wismaru 8 lutego. Polskie okręty, stacjonując w Wismarze walczyły z flotą duńską i szwedzką w sporadycznych mniejszych potyczkach. 22 stycznia 1632 po kapitulacji Wismaru, polskie okręty zostały zdobyte przez Szwedów i wcielone do ich floty; „Wodnik” służył pod nazwą „Meerman”. Dalszy los okrętu nie jest znany.

## Dane
- trzymasztowy galeon
- pojemność: 100 łasztów (ok. 200 ton)[11]
- długość kadłuba między stewami - ok. 25 m (86 stóp amsterdamskich)[11]
- szerokość kadłuba - ok. 6,8 m (24 stopy amsterdamskie)[11]
- załoga: 45 marynarzy i do 80 żołnierzy piechoty morskiej[12]
- uzbrojenie: 17 dział różnych wagomiarów w baterii burtowej:[13]
  - 1 bastarda 7-funtowa (żelazna)
  - 2 działa 6-funtowe (brązowe)
  - 7 dział 6-funtowych (żelaznych)
  - 3 działa 5-funtowe angielskie (żelazne)
  - 2 działa 3-funtowe (brązowe)
  - 2 falkonety półtorafuntowe (brązowe)
  - ponadto 3 periery (miotacze kamieni)